# Apollo (ballet)
Apollo (originalmente Apollon musagète y conocido como Apollo musagetes, Apolo Musageta y Apollo, líder de las musas) es un ballet neoclásico en dos cuadros compuestos entre 1927 y 1928 por Ígor Stravinski. Fue coreografiado en 1928 por George Balanchine, en ese entonces de veinticuatro años, y el compositor contribuyó con el libreto. La escenografía y el vestuario fueron diseñados por André Bauchant, aunque en 1929 se realizó un nuevo vestuario de Coco Chanel. La escenografía fue ejecutada por Aleksandr Chachba-Sharvashidze, y el vestuario del estreno fue realizado bajo la dirección de Mme. A. Youkine. La mecenas estadounidense de las artes Elizabeth Sprague Coolidge había encargado el ballet en 1927 para un festival de música contemporánea que se celebraría el año siguiente en la Biblioteca del Congreso en Washington D. C..
La historia se centra en Apolo, el dios griego de la música, que recibe la visita de tres Musas: Terpsícore, musa de la danza y el canto; Polimnia, musa del teatro; y Calíope, musa de la poesía. El ballet toma como tema la antigüedad clásica, aunque su trama sugiere una situación contemporánea. Se preocupa por la reinvención de la tradición, ya que su inspiración es barroca, clásica o incluso posbarroco / rococó / galant.
Está anotado para orquesta de cámara de 34 instrumentos de cuerda.

## Música
Stravinski comenzó a componer Apollo el 16 de julio de 1927 y completó la partitura el 9 de enero de 1928. Compuso para una refinada fuerza instrumental, una orquesta de cuerda de 34 instrumentistas: 8 primeros violines, 8 segundos violines, 6 violas, 4 primeros violonchelos, 4 segundos violonchelos y 4 contrabajos.
El ballet es una obra de encargo hecha por la mecenas estadounidense Elisabeth Sprague Coolidge, que quería regalarla al Biblioteca del Congreso. Le pagaron $ 1000 por la pieza, y las especificaciones fueron que usara solo seis bailarines, una pequeña orquesta y no durar más de media hora, pero le permitió elegir libremente el tema. Stravinski había estado pensando en escribir un ballet sobre un episodio de la mitología griega durante algún tiempo y decidió hacer de Apolo, líder de las musas, su figura central, reduciendo el número de musas de nueve a tres. Eran Terpsícore, personificando la danza; Calíope, combinando poesía y ritmo; y Polimnia, que representa el teatro. Stravinski explicó el título original Apollon Musagète significa "Apolo, líder de las musas".
Stravinski escribió para un conjunto homogéneo de instrumentos de cuerda, sustituyendo los contrastes en la dinámica por los contrastes en el timbre que empleó en Pulcinella. El ballet se inspira en la gran tradición de la música francesa de los siglos XVII y XVIII, en particular la de Jean-Baptiste Lully, una fuente a la que Stravinski volvió al componer Agon en 1957. El prólogo comienza con ritmos punteados al estilo de una obertura francesa. El compositor se apoya en una estructura rítmica fundamental presente desde el principio de la obra, que transforma mediante subdivisiones de valores sucesivos que se vuelven cada vez más complejos. Stravinski revisó levemente la partitura en 1947. En 1963, indicó que tenía la intención de hacer más cambios, particularmente con respecto al doble punteado de muchos de los pasajes de ritmo punteado en estilo barroco.

## Ballet
La primera versión de ballet de Apollo de Stravinski, encargada especialmente para el festival de Washington, se estrenó el 27 de abril de 1928 con coreografía de Adolph Bolm, quien también bailó el papel de Apolo. Adolph Bolm reunió una compañía de bailarines para el estreno en un país que, en ese momento, carecía de una fuente disponible de bailarines de formación clásica. Ruth Page, Berenice Holmes (profesora de ballet de Gene Kelly) y Elise Reiman fueron las tres Musas y Hans Kindler dirigiendo la orquesta. Stravinski no se interesó por la actuación estadounidense y la coreografía de Bolm está prácticamente olvidada.
Había reservado los derechos europeos de la partitura para Serguéi Diáguilev, cuya producción de Ballets Rusos, coreografiada por Balanchine, de 24 años, se inauguró en el Théâtre Sarah Bernhardt de París el 12 de junio de 1928. Stravinski dirigió la representación. El concertino fue Marcel Darrieux.
De acuerdo con los deseos de Stravinski, el estilo de baile era esencialmente clásico, y Stravinski pensó en "Apollon musagète" como un ballet blanco, es decir, vestido con el tradicional blanco minimalista. Balanchine dijo más tarde que cuando escuchó la música de Stravinski todo lo que pudo ver fue un blanco inmaculado. La claridad, calma e incluso serenidad de la música la hace parecer infinitamente remota de la colorida emoción de los ballets anteriores de Stravinski. La carencia de cualquier conflicto en el escenario, de cualquier intención narrativa, psicológica o expresiva, se combinó aún más con el vestuario monocromático para los bailarines y la ausencia de un decorado elaborado en el escenario.
La escenografía y el vestuario de la producción de Balanchine fueron del artista francés André Bauchant. Coco Chanel proporcionó nuevos trajes en 1929. Apolo vestía una toga reelaborada con un corte diagonal, un cinturón y sandalias con cordones. Las Musas vestían tutús tradicionales. La decoración era barroca: dos grandes conjuntos, con algunas rocas y el carro de Apolo. En la danza resurgió un cierto academicismo en el estiramiento y salto hacia arriba del cuerpo, pero Balanchine dobló los ángulos de los brazos y las manos para definir en cambio el género del ballet neoclásico.
El escenario involucró el nacimiento de Apolo, sus interacciones con las tres Musas, Calíope, Polimnia y Terpsícore, y su ascenso como dios al Monte Parnaso. El reparto original incluía a Serge Lifar como Apolo, Alice Nikítina como Terpsícore (alternando con Aleksandra Danílova), Liubov Chernyshova como Calíope, Felia Doubrovska como Polimnia y Sophie Orlova como Leto, madre de Apolo.
Para la reposición de este ballet con Mijaíl Barýshnikov como Apolo en 1979, también omitió la primera variación de Apolo y volvió a coreografiar el final del ballet. Esta revisión no concluyó con el ascenso de Apolo al monte Parnaso, sino más bien moviendo el cuadro del "pavo real" de las Musas en arabescos de altura ascendente junto a Apolo, lo que originalmente sucedió un poco antes, a la pose final. En la puesta en escena de 1980 para el Ballet de la ciudad de Nueva York, se restauró la primera variación de Apolo.
Suzanne Farrell restauró la escena del nacimiento de su compañía en 2001, al igual que Arthur Mitchell.

## Estructura

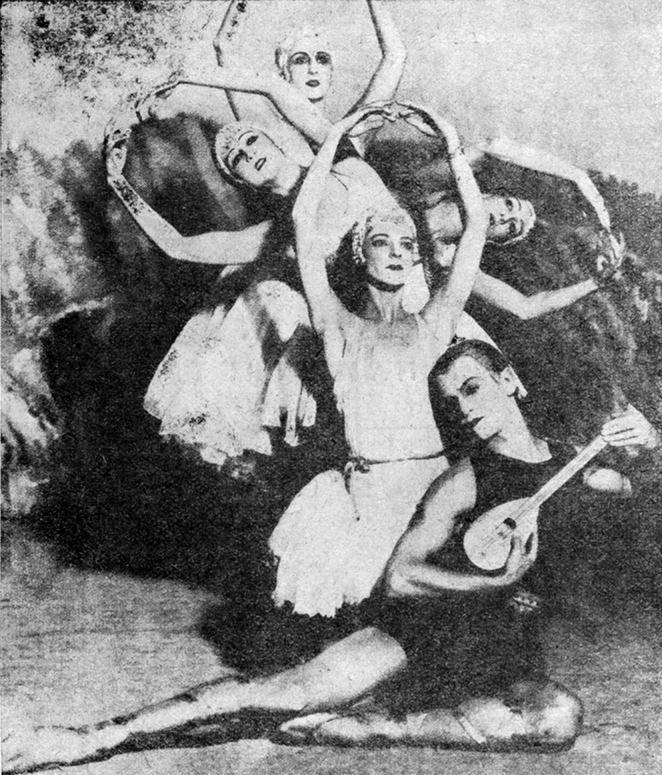
Lifar, Danílova, Chernyshova, Dubrovska y Petrova. Ca. 1928

Los personajes son: Apolo y tres musas, Calíope; Polimnia y Terpsícore. El tema: Apolo musageta (‘maestro de las musas’) instruye a las musas en sus artes llevándolas al Parnaso. 
El ballet comprende dos cuadros:
- Primer cuadro 
  - Prólogo: El nacimiento de Apolo

- Segundo acto
  - Variación de Apolo
  - Paso de acción: Apolo y las tres musas
  - Variación de Calíope
  - Variación de Polimnia
  - Variación de Terpsícore
  - Segunda variación de Apolo
  - Pas de deux de Apolo con Terpsícore
  - Coda
  - Apoteosis